# Eisteddfod Nacional de Gales
El Eisteddfod Nacional de Gales (en galés: Eisteddfod Genedlaethol Cymru) es el más grande de varios eisteddfodau que se celebran anualmente, principalmente en Gales. Sus ocho días de competiciones y actuaciones se consideran el festival de música y poesía más grande de Europa. Los competidores suelen ser más de 6000 y la asistencia total generalmente supera los 100 000 visitantes, siendo la más alta recientemente 118 000 asistentes en el festival de 2022. El Eisteddfod de 2018 se celebró en la Bahía de Cardiff con un 'Maes' sin vallas. En 2020, el evento se llevó a cabo virtualmente bajo el nombre de AmGen; los eventos se realizaron durante un período de una semana.

## Historia
El Museo Nacional de Gales afirma que "la historia del Eisteddfod se remonta a una competición bárdica celebrada por el Señor Rhys en el Castillo de Cardigan en 1176",  y ciertamente se celebraron Eisteddfodau locales durante muchos años antes del primer Eisteddfod nacional. Incluso antes de convertirse en un evento anual regular, se celebraron Eisteddfodau a nivel nacional en Gales, como el Eisteddfod Gwyneddigion de 1789, los Eisteddfodau Provinciales de 1819 a 1834, los Eisteddfodau de Abergavenny de 1835 a 1851 y el Gran Eisteddfod de Llangollen de 1858. Sin embargo, el Eisteddfod Nacional de Gales como organización remonta su historia al primer evento celebrado en 1861, en Aberdare.
Uno de los eventos más dramáticos en la historia del Eisteddfod fue la adjudicación de la silla en 1917 al poeta Ellis Humphrey Evans, conocido como Hedd Wyn, por el poema Yr Arwr (El Héroe). El ganador fue anunciado, y la multitud esperaba que el ganador se levantara para aceptar las tradicionales felicitaciones antes de la ceremonia de la silla, pero ningún ganador apareció. Entonces se anunció que Hedd Wyn había sido asesinado el mes anterior en el campo de batalla en Passchendaele, Bélgica. Estos eventos fueron retratados en la película nominada al Oscar Hedd Wyn. En 1940, durante la Segunda Guerra Mundial, no se celebró el Eisteddfod, por temor a que fuera un objetivo de bombardeo. En su lugar, la BBC transmitió un programa de radio del Eisteddfod, y se otorgaron la Silla, la Corona y una Medalla de Literatura (en lugar de la habitual Medalla de Prosa).

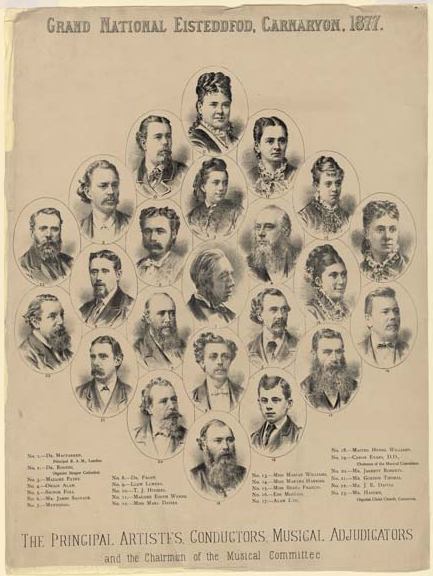
Un anuncio para el Gran Eisteddfod Nacional en Caernarvon, 1877.

A partir de 1950 en adelante, una regla recién creada requería que todas las competiciones se llevaran a cabo en galés. Sin embargo, se permiten configuraciones de la misa en latín y esto se ha utilizado de manera controvertida para permitir conciertos con solistas internacionales.
En los últimos años se han hecho esfuerzos para atraer a más personas que no hablan galés al evento, con el sitio web oficial declarando "todos son bienvenidos en el Eisteddfod, sea cual sea el idioma que hablen". El Eisteddfod ofrece señalización bilingüe y traducción simultánea de muchos eventos a través de auriculares inalámbricos. También hay un área para aprendices de galés llamada Maes D. Estos esfuerzos han ayudado a aumentar los ingresos, y el Eisteddfod de 2006 reportó un beneficio de más de £100,000, a pesar de costar £ 2,8 millones para organizarlo. El Eisteddfod atrae a unas 160 000 personas anualmente. El Eisteddfod Nacional en Cardiff (2008) atrajo multitudes récord, con más de 160 000 visitantes asistiendo.
Se propuso que el Eisteddfod Nacional de 2018 en Cardiff utilizaría edificios permanentes para albergar eventos, en lugar del tradicional sitio del Maes y carpas. Esto se debió en parte a la falta de terrenos adecuados que pudieran repararse asequiblemente después del festival. Se anunció como un "Eisteddfod sin vallas" en los medios de comunicación y se llevó a cabo en la Bahía de Cardiff. El Eisteddfod de 2019 en Llanrwst volvió al Maes tradicional.

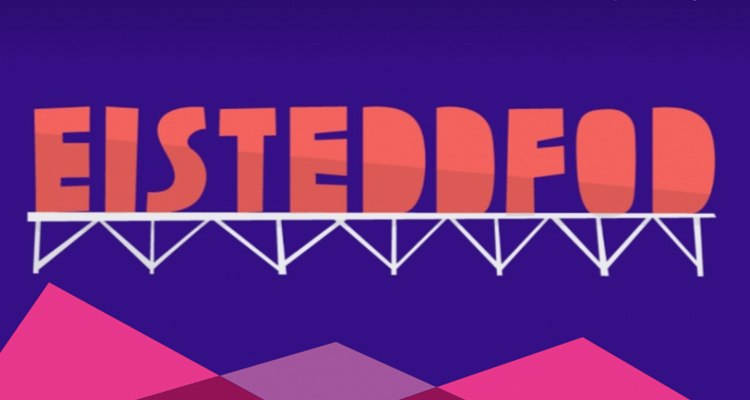
El logotipo del Eisteddfod Nacional de 2021

El Eisteddfod de 2020 fue pospuesto por 12 meses debido a la pandemia internacional de COVID-19. Este fue el primer año en que no se celebró ningún Eisteddfod desde 1914, cuando el evento fue cancelado repentinamente debido al estallido de la Gran Guerra.

## Asistencia
(incompleto)
| Año  | Asistencia total | Ganancia/Pérdida |
| ---- | ---------------- | ---------------- |
| 2002 | 144,220          | –                |
| 2003 | 176,402          | +£3,000          |
| 2004 | 147,785          | –£291,000        |
| 2005 | 157,820          | +£220,000        |
| 2006 | 155,437          | +£100,000        |
| 2007 | 154,944          | +£4,324          |
| 2008 | 156,697          | +£38,000         |
| 2009 | 164,689          | +£145,000        |
| 2010 | 136,933          | –£47,000         |
| 2011 | 148,892          | -£90,000         |
| 2012 | 138,767          | +£50,000         |
| 2013 | 153,704          | +£76,000         |
| 2014 | 143,502          | +£90,000         |
| 2015 | 150,776          | +£54,721         |
| 2016 | 140,229          | +£6,000          |
| 2017 | 147,498          | +£93,200         |
| 2018 | ~500,000         | –£290,000        |
| 2019 | 150,000          | –£158,982        |

## Descripción general
El Eisteddfod Nacional se celebra tradicionalmente en la primera semana de agosto, y todas las competiciones se llevan a cabo en galés. Sin embargo, se permiten configuraciones de la misa en latín y esto se ha utilizado de manera controvertida para permitir conciertos con solistas internacionales. 

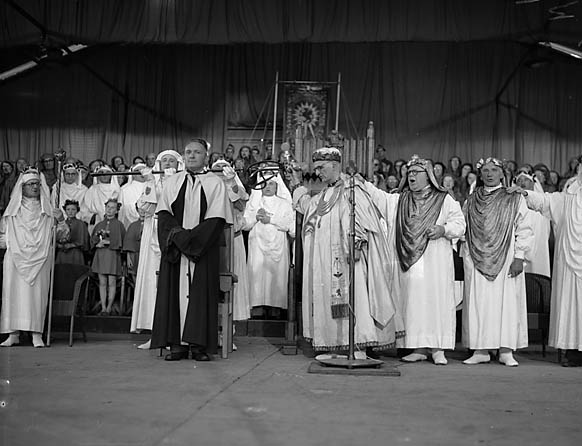
La ceremonia de entrega de la silla del Eisteddfod Nacional de 1958; el poeta victorioso fue T. Llew Jones.

El lugar se proclama oficialmente con un año de anticipación, momento en el que se publican los temas y textos para las competiciones. La organización para la ubicación habrá comenzado un año o más antes, y generalmente se conocen las ubicaciones dos o tres años antes. La Ley del Eisteddfod de 1959 permitió a las autoridades locales brindar apoyo financiero al evento. Tradicionalmente, el lugar del Eisteddfod alterna entre el norte y el sur de Gales; la decisión de celebrar tanto los Eisteddfodau de 2014 como de 2015 en el sur de Gales se consideró controversial, pero la decisión fue revertida más tarde y Montgomeryshire fue nombrado como condado anfitrión para 2015. Ocasionalmente, el Eisteddfod se ha celebrado en Inglaterra, aunque la última ocasión fue en 1929.
Se erigen cientos de tiendas, pabellones y quioscos en un espacio abierto para crear el Maes (campo). El espacio requerido para esto significa que es raro que el Eisteddfod se lleve a cabo en una ciudad o pueblo: en su lugar, se celebra en algún lugar con más espacio. El estacionamiento para los visitantes diurnos solamente requiere varios campos grandes, y muchas personas acampan en el sitio durante toda la semana.

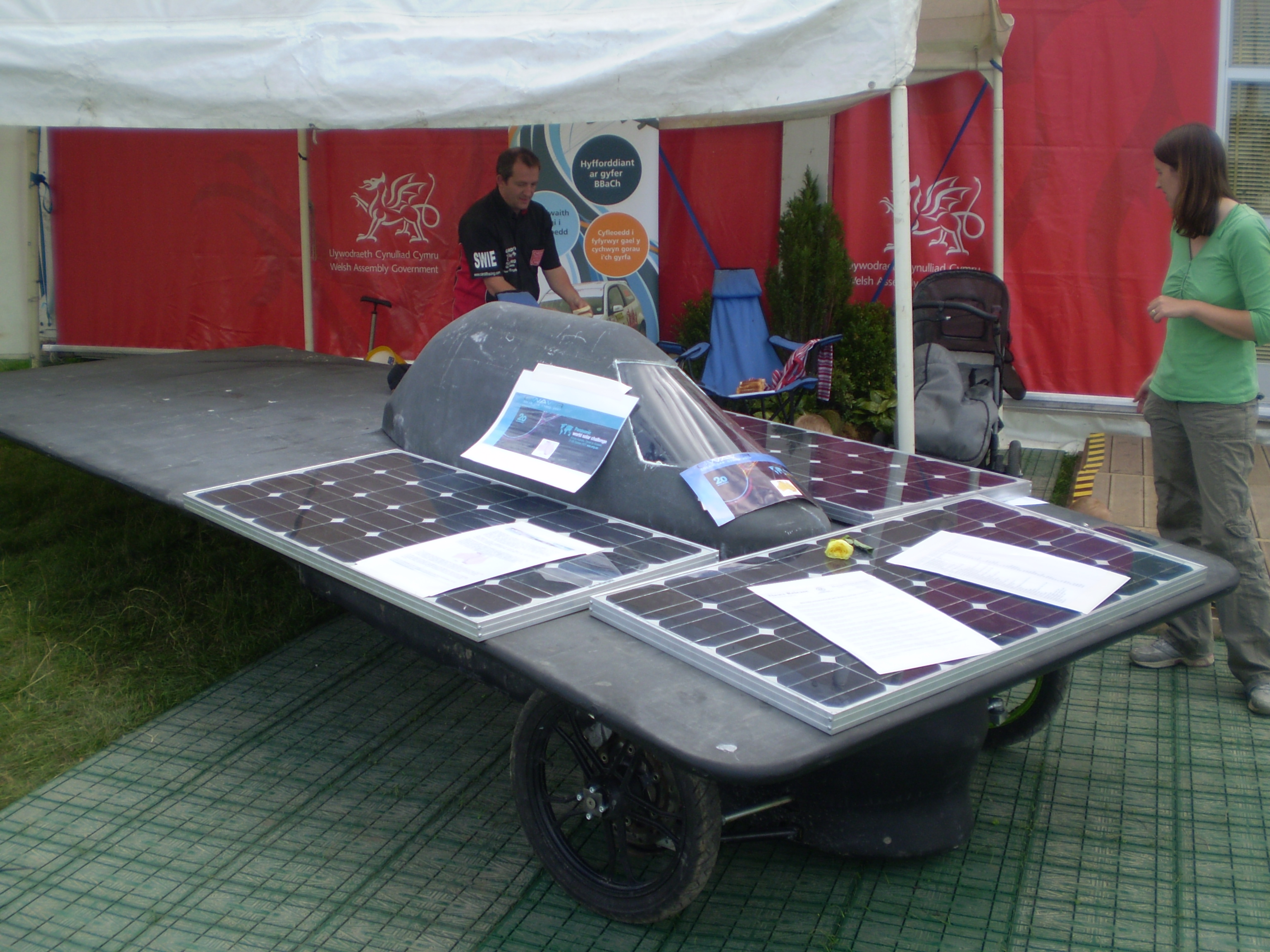
El automóvil solar Gwawr ("Amanecer"), la entrada galesa en la competición transaustraliana Darwin-Adelaide de octubre de 2007, es un ejemplo de lo que puede exhibirse en el Maes (Arena) del Eisteddfod. (Mold, 2007)

El festival tiene un sabor cuasi-druidico, con los principales premios literarios de poesía y prosa otorgados en ceremonias coloridas y dramáticas bajo los auspicios del Gorsedd de Bardos de la Isla de Gran Bretaña, con prominentes figuras de la vida cultural galesa vestidas con trajes druídicos fluidos, danzas de flores, fanfarrias de trompetas y un simbólico Cuerno de la Abundancia. Sin embargo, el Gorsedd no es una institución antigua ni una ceremonia pagana, sino más bien una creación romántica de Iolo Morganwg en la década de 1790, que se convirtió por primera vez en una parte formal de la ceremonia del Eisteddfod en 1819. Sin embargo, se toma muy en serio, y un premio de una corona o una silla para poesía es un gran honor. Las ceremonias de Entrega de la Silla y Coronación son los puntos culminantes de la semana, y son presididas por el Archidruida. Otros premios importantes incluyen la Medalla de Prosa (introducida por primera vez en 1937) y el premio al Aprendiz de Galés del Año (introducido por primera vez en 1983).
Si no hay un círculo de piedras ya presente, se crea uno a partir de piedras Gorsedd, generalmente tomadas del área local. Estos círculos de piedra son iconos en todo Gales y significan que el Eisteddfod ha visitado una comunidad. Como medida de ahorro de costos, el Eisteddfod de 2005 fue el primero en usar un "círculo de piedra temporal de fibra de vidrio" para las ceremonias druídicas en lugar de un círculo de piedra permanente. Esto también tiene el beneficio de llevar las ceremonias Gorsedd al maes: anteriormente, a menudo se llevaban a cabo a muchas millas de distancia, ocultas para la mayoría del público.

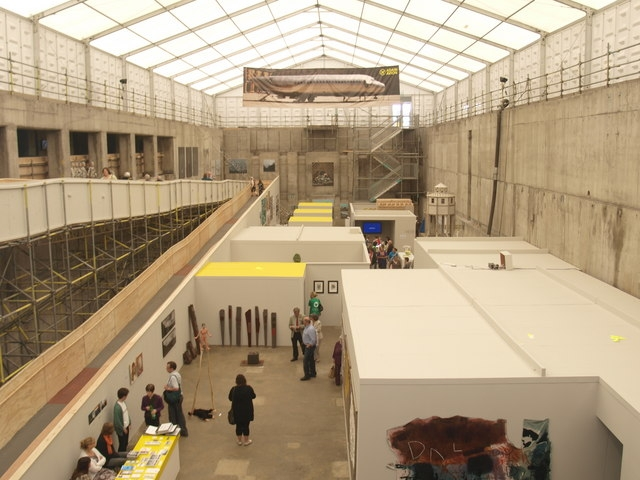
'Y Lle Celf' (Blaenau Gwent, 2010)

Además del pabellón principal con el escenario principal, hay otros lugares durante la semana. Algunos son fijos cada año, albergando conciertos (Maes B / Llwyfan y Maes / Caffi Maes B). Otros elementos fijos del maes son el Pabell Lên (pabellón de literatura), el Neuadd Ddawns (salón de baile), el Pabell Wyddoniaeth a Thechnoleg (pabellón de ciencia y tecnología), Maes D (pabellón de aprendices), al menos un teatro, Y Cwt Drama (la cabaña de teatro), Tŷ Gwerin (casa del folclore), Y Lle Celf ("el lugar de arte") y cientos de stondinau (puestos y quioscos) donde grupos, sociedades, consejos, organizaciones benéficas y tiendas exhiben y venden. Desde 2004, se vende alcohol en el maes; anteriormente existía una política de no venta de alcohol.

## Premios de poesía
Los premios de poesía más conocidos del Eisteddfod son aquellos para la poesía.

### Chairing of the Bard
La silla se otorga por un awdl, un poema largo en métrica estricta. Una nueva silla bárdica se diseña y fabrica especialmente para cada eisteddfod.

### Crowning of the Bard
La corona se otorga por un pryddest, un poema en verso libre. Una nueva corona bárdica se diseña y fabrica especialmente para cada eisteddfod.

## Álbum del año en lengua galesa
No confundir con el Welsh Music Prize
En 2014, el Eisteddfod comenzó a otorgar un Álbum del Año en lengua galesa (Albwm Cymraeg Y Flwyddyn) durante su evento Maes B.
| Año  | Ganadores                          |
| ---- | ---------------------------------- |
| 2014 | The Gentle Good – Y Bardd Anfarwol |
| 2015 | Gwenno – Y Dydd Olaf               |
| 2016 | Sŵnami – Sŵnami                    |
| 2017 | Bendith – Bendith                  |
| 2018 | Mellt – Mae’n Hawdd Pan ti’n Ifanc |
| 2020 | Ani Glass ‒ Mirores                |
| 2021 | Mared – Y Drefn                    |
| 2022 | Sywel Nyw – Deuddeg                |
| 2023 | Pedair - mae ‘na olau              |

## Sedes nacionales del Eisteddfod
- 1861 – Aberdare
- 1862 – Caernarfon
- 1863 – Swansea
- 1864 – Llandudno
- 1865 – Aberystwyth
- 1866 – Chester
- 1867 – Carmarthen
- 1868 – Ruthin
- 1869 – Holywell
- 1870 – Rhyl
- 1871 – Towyn
- 1872 – Tremadog
- 1873 – Mold
- 1874 – Bangor
- 1875 – Pwllheli
- 1876 – Wrexham
- 1877 – Caernarfon
- 1878 – Birkenhead
- 1879 – Conwy
- 1880 – Caernarfon
- 1881 – Merthyr Tydfil
- 1882 – Denbigh
- 1883 – Cardiff
- 1884 – Liverpool
- 1885 – Aberdare
- 1886 – Caernarfon
- 1887 – Londres (Royal Albert Hall)
- 1888 – Wrexham
- 1889 – Brecon
- 1890 – Bangor
- 1891 – Swansea
- 1892 – Rhyl
- 1893 – Pontypridd
- 1894 – Caernarfon
- 1895 – Llanelli
- 1896 – Llandudno
- 1897 – Newport
- 1898 – Blaenau Ffestiniog
- 1899 – Cardiff
- 1900 – Liverpool
- 1901 – Merthyr Tydfil
- 1902 – Bangor
- 1903 – Llanelli
- 1904 – Rhyl
- 1905 – Mountain Ash
- 1906 – Caernarfon
- 1907 – Swansea
- 1908 – Llangollen
- 1909 – Londres (Royal Albert Hall)
- 1910 – Colwyn Bay
- 1911 – Carmarthen
- 1912 – Wrexham
- 1913 – Abergavenny
- 1914 – No se realizó
- 1915 – Bangor
- 1916 – Aberystwyth
- 1917 – Birkenhead
- 1918 – Neath
- 1919 – Corwen
- 1920 – Barry
- 1921 – Caernarfon
- 1922 – Ammanford
- 1923 – Mold
- 1924 – Pontypool
- 1925 – Pwllheli
- 1926 – Swansea
- 1927 – Holyhead
- 1928 – Treorchy
- 1929 – Liverpool
- 1930 – Llanelli
- 1931 – Bangor
- 1932 – Aberavon
- 1933 – Wrexham
- 1934 – Neath
- 1935 – Caernarfon
- 1936 – Fishguard
- 1937 – Machynlleth
- 1938 – Cardiff
- 1939 – Denbigh
- 1940 – Mountain Ash (Radio Eisteddfod)
- 1941 – Old Colwyn
- 1942 – Cardigan
- 1943 – Bangor
- 1944 – Llandybie
- 1945 – Rhosllannerchrugog
- 1946 – Mountain Ash
- 1947 – Colwyn Bay
- 1948 – Bridgend
- 1949 – Dolgellau
- 1950 – Caerphilly
- 1951 – Llanrwst
- 1952 – Aberystwyth
- 1953 – Rhyl
- 1954 – Ystradgynlais
- 1955 – Pwllheli
- 1956 – Aberdare
- 1957 – Llangefni
- 1958 – Ebbw Vale
- 1959 – Caernarfon
- 1960 – Cardiff
- 1961 – Rhosllannerchrugog
- 1962 – Llanelli
- 1963 – Llandudno
- 1964 – Swansea
- 1965 – Newtown
- 1966 – Aberavon
- 1967 – Bala
- 1968 – Barry
- 1969 – Flint
- 1970 – Ammanford
- 1971 – Bangor
- 1972 – Haverfordwest
- 1973 – Ruthin
- 1974 – Carmarthen
- 1975 – Criccieth
- 1976 – Cardigan
- 1977 – Wrexham
- 1978 – Cardiff
- 1979 – Caernarfon
- 1980 – Gowerton – Lliw Valley
- 1981 – Machynlleth
- 1982 – Swansea
- 1983 – Llangefni
- 1984 – Lampeter
- 1985 – Rhyl
- 1986 – Fishguard
- 1987 – Porthmadog
- 1988 – Newport
- 1989 – Llanrwst
- 1990 – Rhymney Valley
- 1991 – Mold
- 1992 – Aberystwyth
- 1993 – Llanelwedd
- 1994 – Neath
- 1995 – Abergele
- 1996 – Llandeilo (Ffairfach)
- 1997 – Bala
- 1998 – Bridgend (Pencoed)
- 1999 – Anglesey (Llanbedrgoch)
- 2000 – Llanelli
- 2001 – Denbigh
- 2002 – St David's
- 2003 – Meifod cerca de Welshpool
- 2004 – Newport
- 2005 – Vaynol, cerca de Bangor
- 2006 – Swansea (Felindre)
- 2007 – Mold
- 2008 – Cardiff
- 2009 – Bala
- 2010 – Ebbw Vale [30]
- 2011 – Wrexham [30]
- 2012 – Llandow, Vale of Glamorgan [30]
- 2013 – Denbigh [30]
- 2014 – Llanelli
- 2015 – Meifod, near Welshpool
- 2016 – Abergavenny
- 2017 – Bodedern, Anglesey
- 2018 – Cardiff (Bahía de Cardiff)
- 2019 – Llanrwst
- 2020 – No se realizó[40]
- 2021 – No se realizó[41]
- 2022 – Tregaron
- 2023 – Boduan
- 2024 – Pontypridd
- 2025 – Wrexham [42]

El Eisteddfod ha visitado todos los condados tradicionales de Gales. Ha visitado seis de las siete ciudades actuales en Gales: Bangor, Cardiff, Newport, St. David's, Swansea y Wrexham. Visitó Wrexham cuando estaba clasificada como una ciudad; Wrexham obtuvo el estatus de ciudad en 2022. Nunca ha visitado St. Asaph, que obtuvo el estatus de ciudad en 2012.
| País            | Siglo XIX | Siglo XX | Siglo XXI | Total (1861–2017) |
| --------------- | --------- | -------- | --------- | ----------------- |
| Anglesey        | 0         | 4        | 1         | 5                 |
| Brecknockshire  | 1         | 2        | 0         | 3                 |
| Caernarfonshire | 11        | 15       | 1         | 27                |
| Cardiganshire   | 1         | 6        | 0         | 7                 |
| Carmarthenshire | 2         | 9        | 2         | 13                |
| Cheshire        | 2         | 1        | 0         | 3                 |
| Denbighshire    | 4         | 14       | 3         | 21                |
| Flintshire      | 3         | 6        | 1         | 10                |
| Glamorgan       | 8         | 24       | 3         | 35                |
| Lancashire      | 2         | 1        | 0         | 3                 |
| Merioneth       | 1         | 4        | 1         | 6                 |
| Middlesex       | 1         | 1        | 0         | 2                 |
| Monmouthshire   | 1         | 5        | 3         | 9                 |
| Montgomeryshire | 0         | 3        | 2         | 5                 |
| Pembrokeshire   | 0         | 3        | 1         | 4                 |
| Radnorshire     | 0         | 1        | 0         | 1                 |